# Lucas 24

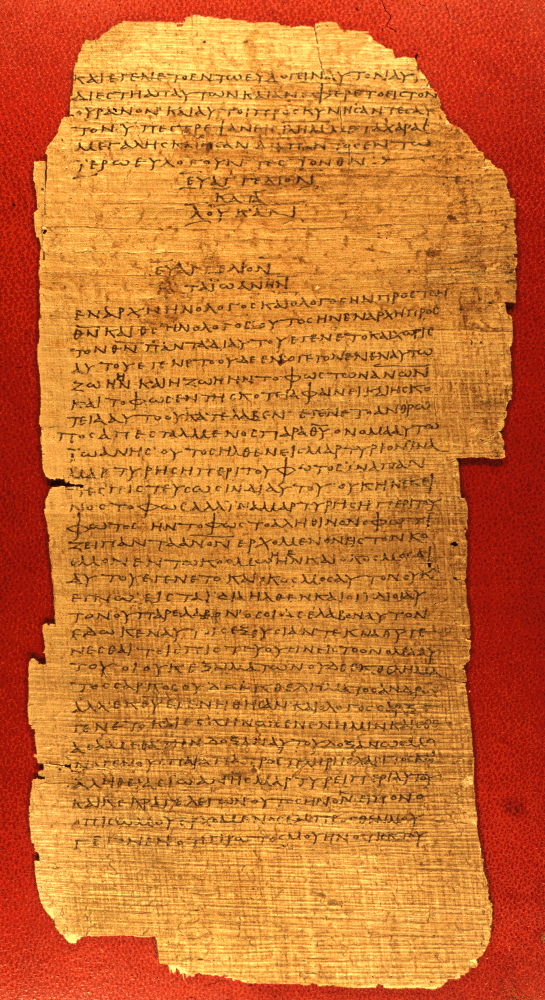
Lucas 24:51-53, continuado con Juan 1:1-16, en el Papiro 75, escrito hacia 175-225 d. C.

Lucas 24 es el vigésimo cuarto y último capítulo del Evangelio de Lucas del Nuevo Testamento de la Biblia cristiana. El autor del libro que contiene este capítulo es anónimo, pero la tradición cristiana primitiva afirmó uniformemente que Lucas Evangelista compuso este Evangelio así como los Hechos de los Apóstoles. En este capítulo se recoge el descubrimiento de la Resurrección de Jesús, sus apariciones a sus discípulos y su ascensión al cielo.

## Texto
El texto original fue escrito en griego koiné. Algunos manuscritos tempranos que contienen el texto de este capítulo son:
- Papiro 75 (175-225 d. C.)
- Codex Vaticanus (325-350)
- Codex Sinaiticus (330-360)
- Codex Bezae (~400)
- Codex Washingtonianus (~400)
- Codex Alexandrinus (400-440)
- Codex Ephraemi Rescriptus (~450; existen los Versículos 1-6, 46-53)

Este capítulo está dividido en 53 Versículos.

## Mañana de la Resurrección (24:1-12)

### Contexto
La narración del capítulo 24 continúa sin pausa los acontecimientos que concluyen el capítulo 23:

Era el día de la Preparación, y comenzaba el sábado. Le siguieron las mujeres que habían venido con él desde Galilea, y vieron el sepulcro y cómo estaba puesto su cuerpo. Luego volvieron y prepararon especias y ungüentos... Pero el primer día de la semana, al amanecer, fueron al sepulcro llevando las especias que habían preparado. Y hallaron la piedra removida del sepulcro
Lucas 23:54-24:2: (New Revised Standard Version)

### Versículo 1
El primer día de la semana, muy de mañana, vinieron al sepulcro, trayendo las especias que habían preparado, y algunas otras con ellos.
Frederic Farrar, en la Cambridge Bible for Schools and Colleges, sugiere que las palabras «algunos otros» son «probablemente espurias», no siendo parte del texto en el Codex Sinaiticus, Codex Vaticanus, Codex Ephraemi Rescriptus o Codex Regius manuscritos..

### Versículo 10

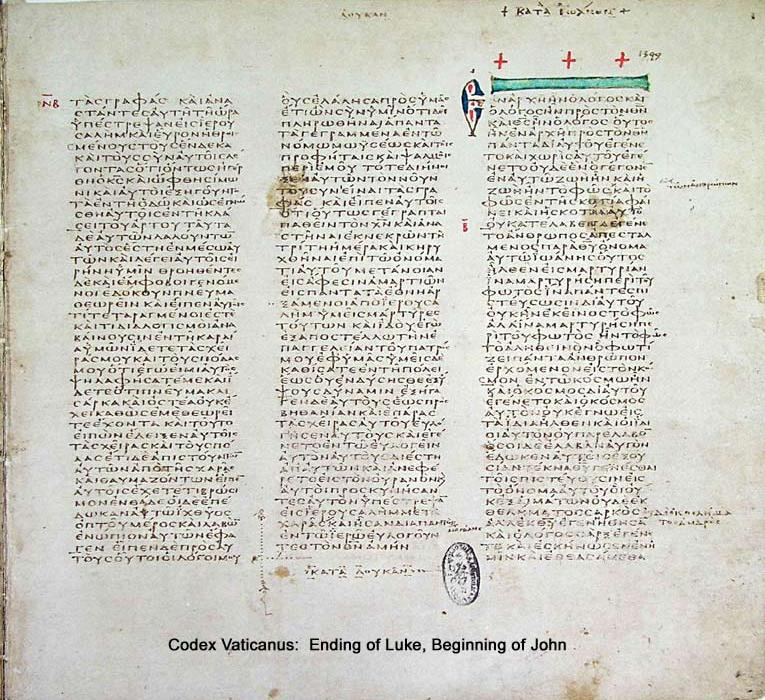
Final del Lucas y Principio del Juan en la misma página del Codex Vaticanus (c. 300-325)

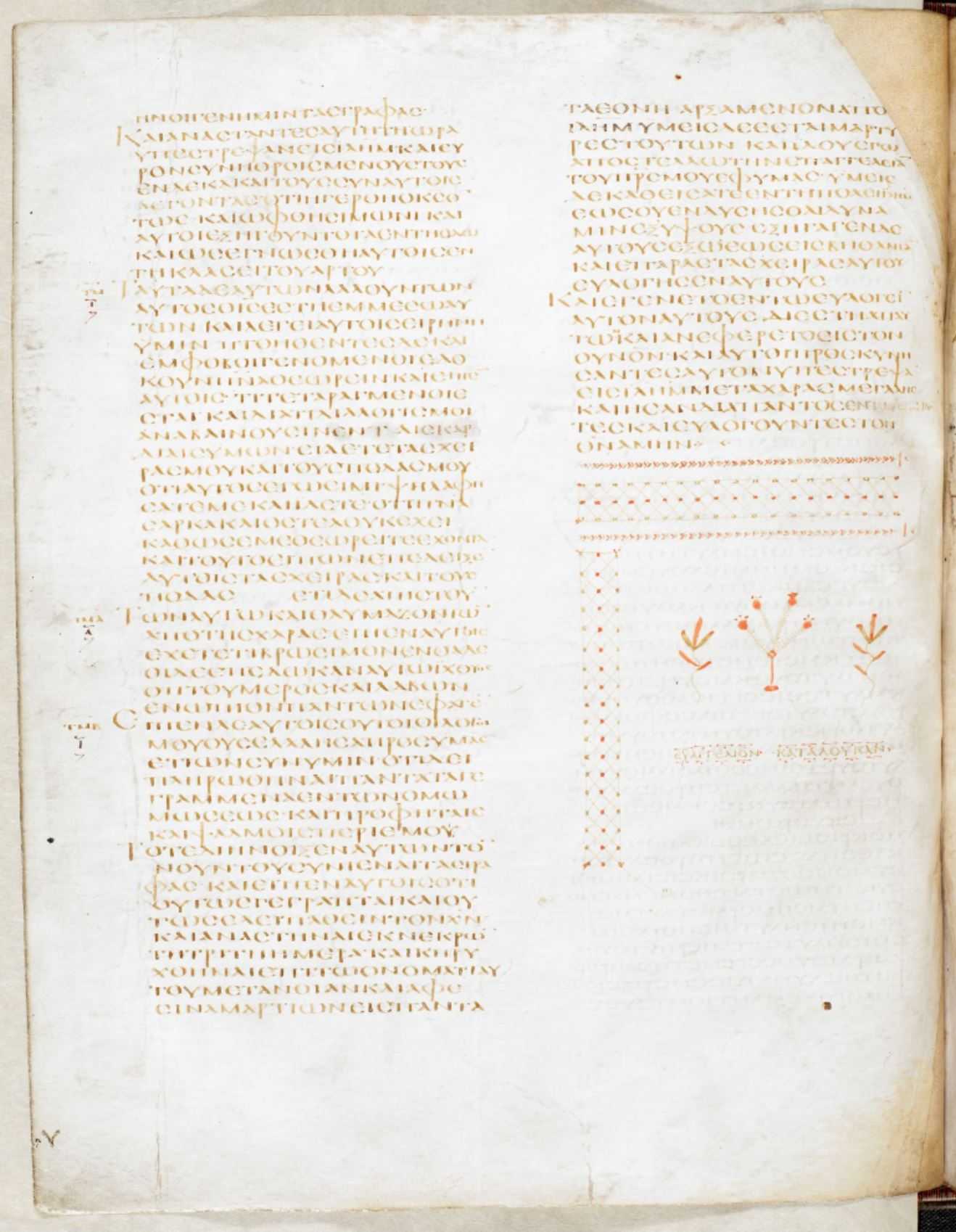
Folio 41v del Codex Alexandrinus (c. 400-440) que contiene el final del Evangelio de Lucas

«Las mujeres que habían venido con él desde Galilea» incluían a “María Magdalena, Juana, María la madre de Santiago, y las demás mujeres que estaban con ellas”. 

Fueron María Magdalena, Juana, María la madre de Santiago, y las demás mujeres que estaban con ellas, quienes contaron estas cosas a los apóstoles.
Lucas 24:10

Los nombres de algunas mujeres se mencionan en los evangelios canónicos, pero sólo el evangelio de Lucas menciona a Juana, lo que implica que Lucas recibe su información especial de «una (muy probablemente Juana) o más de una» de las mujeres. En Lucas 8:1-3 María llamada Magdalena, Juana la mujer de Chuza, y Susana son nombradas como mujeres que proporcionaron sustento material a Jesús durante sus viajes, junto con otras mujeres sin nombre.
Mientras que Mateo, Marcos y Juan mencionan los nombres de las mujeres presentes en la cruz, Lucas sólo se refiere a ellas como «las mujeres que le seguían desde Galilea» (Lucas 23:49), pero nombra a las mujeres al final en el relato de la visita de las mujeres a la tumba vacía (Lucas 24:10).  Los dos pasajes con los nombres de algunas mujeres junto a la mención de los «doce» y «apóstoles», respectivamente (Lucas 8:1-3 y Lucas 24:10), «forman una “”inclusio“” literaria» que pone entre paréntesis la mayor parte del ministerio de Jesús (dejando fuera sólo la parte más temprana del mismo). 

### Versículo 12
Entonces Pedro se levantó y corrió al sepulcro; y bajándose, vio los lienzos tendidos sobre sí mismos; y se fue, maravillado de lo que había sucedido».
Este Versículo y el 34, «¡El Señor ha resucitado y se ha aparecido a Simón!», sugieren que Pedro (solo) fue al sepulcro, mientras que el Versículo 24, Y algunos de los que estaban con nosotros fueron al sepulcro y lo encontraron tal como habían dicho las mujeres, implica más de una persona.
El biblista estadounidense Kim Dreisbach afirma que οθονια en griego, (othonia), traducida aquí como «telas de lino», es «una palabra de significado incierto ... probablemente mejor traducida como un plural genérico para ropa de tumba». La misma palabra se utiliza en Juan 19:40.

### Comentario
Entre los evangelios sinópticos, Lucas ofrece una descripción más detallada del anuncio de la resurrección y las apariciones de Jesús. Un tema central es la dificultad de los discípulos para aceptar este hecho. No obstante, los "dos varones" recuerdan a las mujeres que la muerte de Jesús estaba destinada a culminar en la Resurrección. Este evento completa la obra de la Redención.

Porque así como por la muerte cargó con los males para librarnos del mal, de modo semejante, por la resurrección fue glorificado para llevarnos al bien; según las palabras de la Epístola a los Romanos (4,25), fue entregado a la muerte por nuestros pecados y resucitó para nuestra justificación.

Los primeros versículos relatan la reacción de las mujeres. Al encontrar el sepulcro vacío y ver a los "dos varones", se muestran confundidas y atemorizadas. Solo la afirmación de que Jesús ya había anunciado todo esto las impulsa a creer en la resurrección. Los evangelios coinciden en señalar que las mujeres fueron las primeras testigos de la resurrección. Beda, sin mencionar la tradición que dice que Jesús resucitado se apareció primero a su Madre, considera que esta circunstancia es providencial: así como Eva fue la primera en caer en la tentación, una mujer fue la primera en anunciar la resurrección.

La primera en gustar la muerte fue la primera en ver también la resurrección (…) y la que había transmitido al varón la culpa transmitió también la gracia.

## Aparición en el camino de Emaús (24:13-35)
9 describe la aparición de Jesús a dos discípulos que caminan de Jerusalén a Emaús, que se dice que está a 60 estadios (10,4 a 12 km, dependiendo de la definición de stadion que se utilice) de Jerusalén. Uno de los discípulos se llama Cleofás (Versículo 18), mientras que su compañero permanece sin nombre.

### Comentario
El relato de Emaús actúa como un puente entre la proclamación de la resurrección y las apariciones a los Once. Funciona como complemento del episodio previo, ya que, al regresar a Jerusalén, los dos discípulos encuentran a los Once convencidos de la resurrección gracias al testimonio de Pedro. Además, mientras que la siguiente aparición destaca la corporalidad real de Jesús, el encuentro en Emaús enfatiza el reconocimiento de Jesús por sus seguidores. Es fácil imaginar la escena: los discípulos están tristes y desalentados, ya que sus esperanzas de triunfo no se han cumplido. A pesar de sus nobles intenciones, eran humanas. Jesús, entretanto, camina junto a ellos y escucha sus preocupaciones.

Jesús camina junto a aquellos dos hombres, que han perdido casi toda esperanza, de modo que la vida comienza a parecerles sin sentido. Comprende su dolor, penetra en su corazón, les comunica algo de la vida que habita en Él.

Jesús contrasta el conocimiento humano de sus discípulos con el entendimiento espiritual, explicando los eventos como el cumplimiento de las Escrituras. Esto aviva el corazón de los discípulos, quienes desean seguir caminando con Él. De manera similar, Jesús actúa en nosotros.

No se impone nunca, este Señor Nuestro. Quiere que le llamemos libremente, desde que hemos entrevisto la pureza del Amor, que nos ha metido en el alma. (…) Quédate con nosotros, porque nos rodean en el alma las tinieblas, y sólo Tú eres luz, sólo Tú puedes calmar esta ansia que nos consume.

Al final, le reconocen en la fracción del pan. Jesús les ha abierto la inteligencia y el corazón:

Sus corazones, por Él iluminados, recibieron la llama de la fe y se convirtieron de tibios en ardientes, al abrirles el Señor el sentido de las Escrituras. En la fracción del pan, cuando estaban sentados con Él a la mesa, se abrieron también sus ojos, con lo cual tuvieron la dicha inmensa de poder contemplar su naturaleza glorificada.

El relato destaca la relevancia de la Sagrada Escritura y la Eucaristía en la Iglesia como fuentes de alimento para la fe en Cristo. Esto se ha expresado en antiguos tratados ascéticos:

Tendré los libros santos para consuelo y espejo de vida, y, sobre todo esto, el Cuerpo santísimo tuyo como singular remedio y refugio. (…) Sin estas dos cosas yo no podría vivir bien, porque la palabra de Dios es la luz de mi alma, y tu Sacramento el pan que da la vida.

## Aparición a los discípulos en el cenáculo (24:36-49)

### Versículo 36
Mientras decían estas cosas, Jesús mismo se puso en medio de ellos y les dijo: «Paz a vosotros»
- «Paz a vosotros» (KJV: «La paz sea con vosotros»): traducción de la frase griega εἰρήνη ὑμῖν, eirēnē hymin,[20] que es una traducción literal del saludo judío habitual שָׁלוֹם לָכֶם, shalom lekom (cf. 9; Lucas 109).[9][21] Este relato concuerda con Juan 20:19, que señala que «las puertas de la habitación habían sido cerradas por miedo a los judíos».[9][21]

### Versículo 37
Estaban temerosos y aterrorizados y pensaban que estaban viendo un fantasma 

### Comentario
En las narraciones de las apariciones, se observa cómo Jesús educa a sus discípulos sobre los detalles de la resurrección. Una vez convencidos de que ha resucitado, les demuestra que no es un espíritu, sino que es de carne y huesos  y es el mismo que murió en la cruz.

Yo, por mi parte, sé muy bien y en ello pongo mi fe que, después de su resurrección, permaneció el Señor en su carne. Y así, cuando se presentó a Pedro y a sus compañeros, les dijo: Tocadme, palpadme y comprended que no soy un espíritu incorpóreo. Y al punto le tocaron y creyeron, quedando persuadidos de su carne y de su espíritu (…). Es más, después de su resurrección comió y bebió con ellos, como hombre de carne que era, si bien espiritualmente estaba hecho una cosa con su Padre.

Después de demostrar su identidad, y antes de ascender al Padre, Jesús encarga a sus discípulos una misión. Las últimas palabras de Jesús resumen lo que Lucas desarrollará en los Hechos de los Apóstoles: el plan de Dios incluye la proclamación del misterio de Cristo, del cual los discípulos son testigos, para la salvación de todos. La misión apostólica comenzará en Jerusalén, ya que allí se completa el "éxodo" de Jesús y se inicia la misión del Espíritu Santo. Si Galilea era la tierra de las promesas, Jerusalén es la del cumplimiento.

## Ascensión de Jesús (24:50-53)

### Versículo 51
Y aconteció que, mientras los bendecía, se separó de ellos y fue llevado al cielo.
Las palabras «y llevado al cielo» no se incluyen en algunos textos antiguos del evangelio.

### Versículo 53

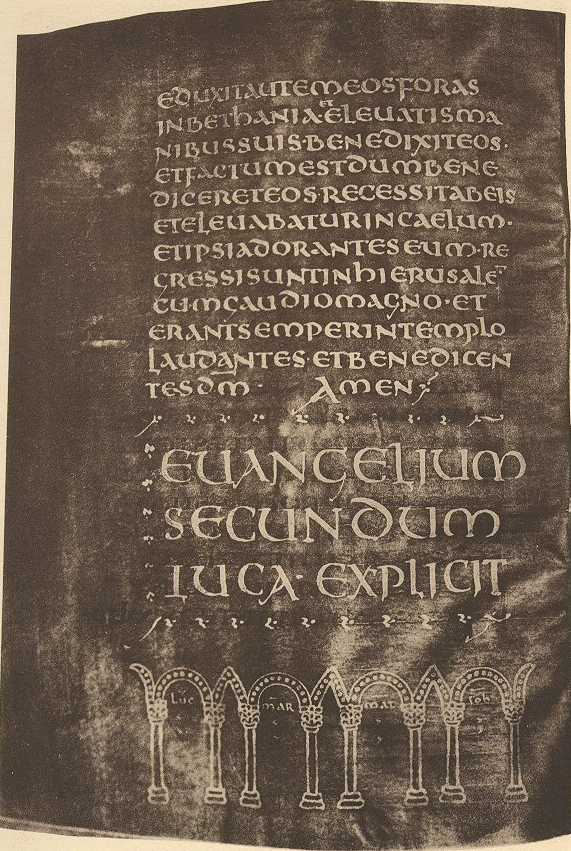
El final (explícito) del Evangelio de Lucas en el Codex Brixianus del siglo VI

. 
y estaban continuamente en el templo alabando y bendiciendo a Dios. Amén.
El evangelio de Lucas termina donde comenzaba, en el templo.
La Biblia del rey Jacobo termina con la palabra «Amén», siguiendo el Textus Receptus, pero las ediciones críticas modernas del Nuevo Testamento excluyen esta palabra, al igual que muchas traducciones modernas al inglés. En un copia manuscrita de Beza's, hay palabras añadidas:
El Evangelio según San Lucas fue publicado quince años después de la ascensión de Cristo, una tradición también conocida por el obispo bizantino del siglo XI Teofilacto de Ohrid.

### Comentario
Con la Ascensión se completa la obra de salvación. Jesús, actuando como Sumo Sacerdote, bendice a sus seguidores. Su entrada al cielo no solo representa la gloria alcanzada por su santísima Humanidad, sino que también indica que nuestra humanidad comparte, a través de Él, la gloria divina.

Los Apóstoles y todos los discípulos, que estaban turbados por su muerte en la cruz y dudaban de su resurrección, (…) cuando el Señor subió al cielo, no sólo no experimentaron tristeza alguna, sino que se llenaron de gran gozo. Y es que en realidad fue motivo de una inmensa e inefable alegría el hecho de que la naturaleza humana, en presencia de una santa multitud, ascendiera por encima de la dignidad de todas las criaturas celestiales, (…) por encima de los mismos arcángeles, sin que ningún grado de elevación pudiera dar la medida de su exaltación, hasta ser recibida junto al Padre, entronizada y asociada a la gloria de aquel con cuya naturaleza divina se había unido en la persona del Hijo.